# Championnats d'Europe de slalom (canoë-kayak) 2006
Navigation
2005 2007
Les championnats d'Europe de slalom de canoë-kayak se déroulent au stade Michel Baudry à L'Argentière-la-Bessée (France) du 30 juin au 2 juillet 2006.

## Résultats

### Hommes

#### Canoë
| Event                       | Or                                                                                          | Résultat | Argent                                                                                              | Résultat | Bronze | Résultat |
| Canoë monoplace par équipes | Allemagne Stefan Pfannmoeller Nico Bettge Jan Benzien                                       | 252.06   | Slovaquie Michal Martikan Juraj Mincik Alexander Slafkovsky                                         | 256.09   | République tchèque Tomas Indruch Jan Masek Stanislav Jezek                                                   | 257.23   |
| Canoë biplace par équipes   | Allemagne Felix Michel Sebastian Piersig David Schröder Frank Henze Frank Simon Robby Simon | 265.50   | France Philippe Quemerais Yann Le Pennec Cédric Forgit Martin Braud Pierre Luquet Christophe Luquet | 269.69   | République tchèque Marek Jiras Tomáš Máder Jaroslav Volf Ondrej Stepanek Jaroslav Popspisil Jaroslav Pollert | 271.50   |
| Canoë monoplace             | France Tony Estanguet                                                                       | 221,24   | Slovaquie Michal Martikan                                                                           | 224.82   | République tchèque Tony Indruch                                                                              | 225.96   |
| Canoë biplace               | France Cédric Forgit Martin Braud                                                           | 237.51   | Slovaquie Pavol Hochschorner Peter Hochschorner                                                     | 237.91   | Allemagne Kay Simon Robby Simon                                                                              | 238.73   |

#### Kayak
| Event             | Or                                            | Résultat | Argent                                                    | Résultat | Bronze                                                     | Résultat |
| Kayak par équipes | Slovénie Peter Kauzer Dejan Kralj Jure Meglic | 241.14   | Pologne Grzegorz Polaczyk Henryk Polaczyk Dariusz Popiela | 242.41   | Allemagne Fabian Dörfler Alexander Grimm Erik Pfannmoeller | 242.85   |
| Kayak monoplace   | Allemagne Fabian Dörfler                      | 211.61   | Allemagne Erik Pfannmoeller                               | 212.09   | Italie Diego Paolini                                       | 212.73   |

### Dames

#### Kayak
| Event             | Or                                                        | Résultat | Argent                                                                 | Résultat | Bronze                                              | Résultat |
| Kayak par équipes | Slovaquie Elena Kaliska Jana Dukatova Gabriela Stacherova | 277.24   | République tchèque Stepanka Hilgertova Irena Pavelkova Marie Rihoskova | 281.31   | France Mathilde Pichery Aline Tornare Marie Gaspard | 283.26   |
| Kayak monoplace   | Slovaquie Elena Kaliska                                   | 237.11   | Allemagne Jennifer Bongardt                                            | 238.34   | France Mathilde Pichery                             | 238.86   |

## Tableau des médailles
| Rang  | Nation             | Or | Argent | Bronze | Total |
| ----- | ------------------ | -- | ------ | ------ | ----- |
| 1     | Allemagne          | 3  | 2      | 2      | 7     |
| 2     | Slovaquie          | 2  | 3      | 0      | 5     |
| 3     | France             | 2  | 1      | 2      | 5     |
| 4     | Slovénie           | 1  | 0      | 0      | 1     |
| 5     | République tchèque | 0  | 1      | 3      | 4     |
| 6     | Pologne            | 0  | 1      | 0      | 1     |
| 7     | Italie             | 0  | 0      | 1      | 1     |
| Total | Total              | 8  | 8      | 8      | 24    |

## Sources
- Championnats d'Europe 2006 de canoë kayak et slalom à l'Argentière la Bessée au Pays des Ecrins